# Jutta di Meclemburgo-Strelitz
Jutta di Meclemburgo-Strelitz (nome completo in lingua tedesca Auguste Charlotte Jutta Alexandra Georgina Adophine; Neustrelitz, 24 gennaio 1880 – Roma, 17 febbraio 1946) fu un membro della Casata di Meclemburgo-Strelitz per nascita e consorte del principe della corona Danilo del Montenegro.

## Biografia

### Infanzia

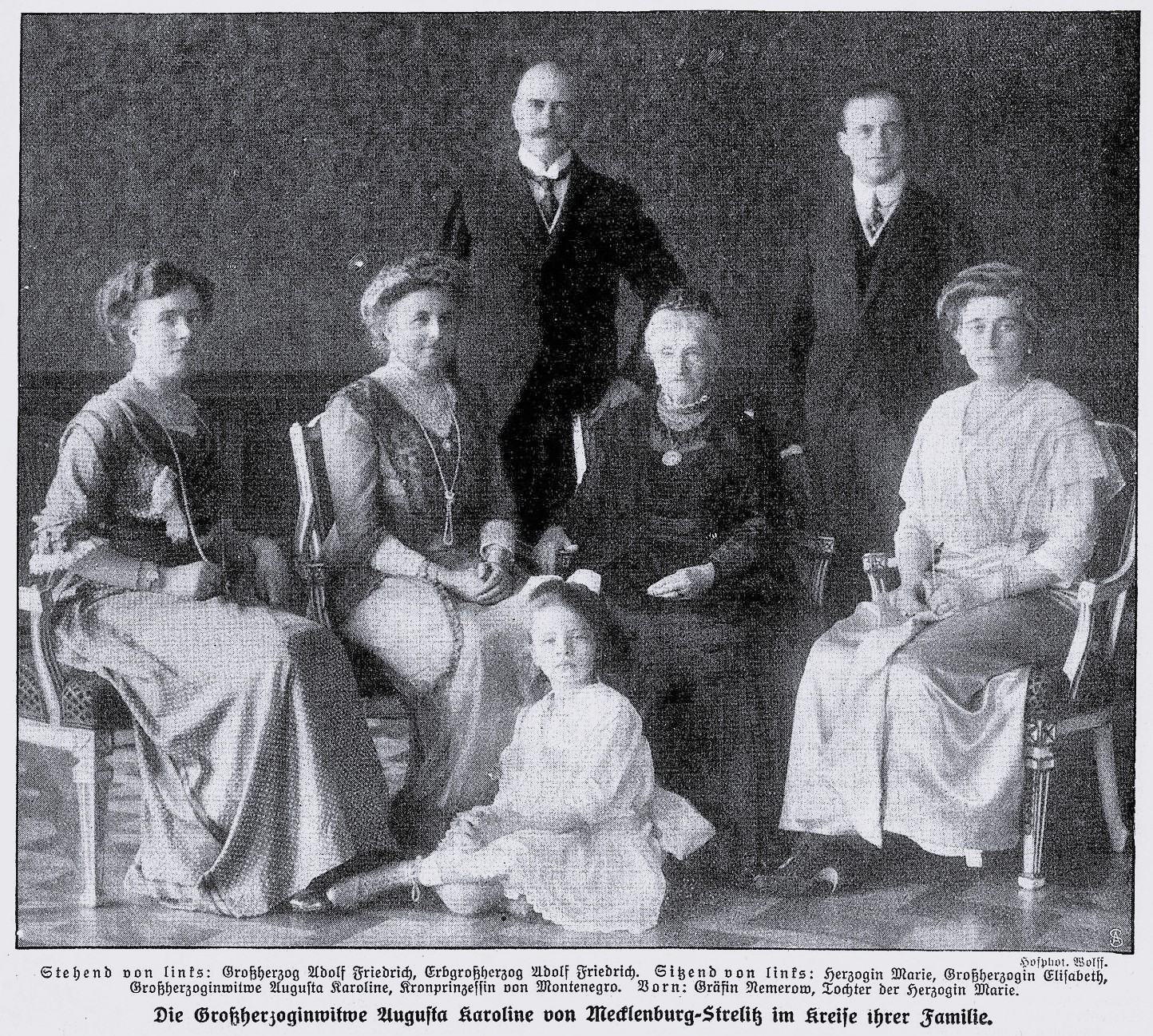
Jutta fotografata con i suoi genitori e i suoi fratelli nel 1912

La duchessa Augusta Carlotta Jutta (Judith) Alessandra Georgina Adolfina di Meclemburgo nacque a Neustrelitz, figlia minore di Adolfo Federico di Meclemburgo-Strelitz, all'epoca granduca ereditario, e della moglie Elisabetta di Anhalt. Assieme alla sorella Maria, Jutta venne cresciuta da governanti ed ebbe pochi contatti con i genitori.

### Matrimonio

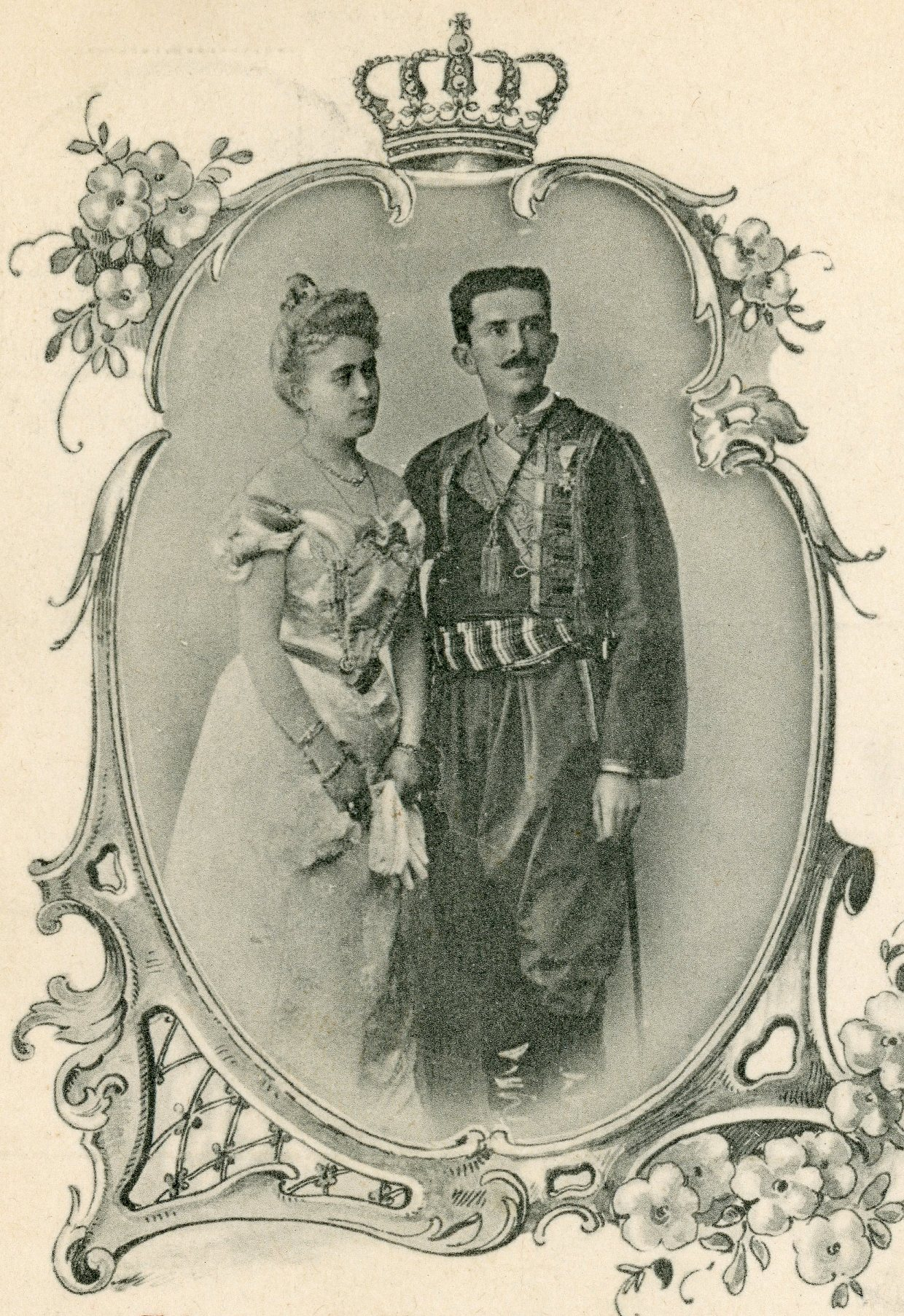
La duchessa Jutta di Meclemburgo e il principe Danilo del Montenegro nel 1899

Grazie all'influenza dell'imperatore tedesco Guglielmo II, venne organizzato il matrimonio della giovane Duchessa con l'erede apparente del Montenegro, il principe Danilo. Poche ore dopo il suo arrivo ad Antivari, in Montenegro, essa si convertì alla fede ortodossa; venne poi accompagnata a Cettigne, dove si sposò, dal futuro cognato, il principe della corona d'Italia, Vittorio Emanuele di Savoia. Sposò il principe Danilo il 27 luglio 1899; dopo il matrimonio e la conversione essa assunse il nome di Militza.

### Prima guerra mondiale

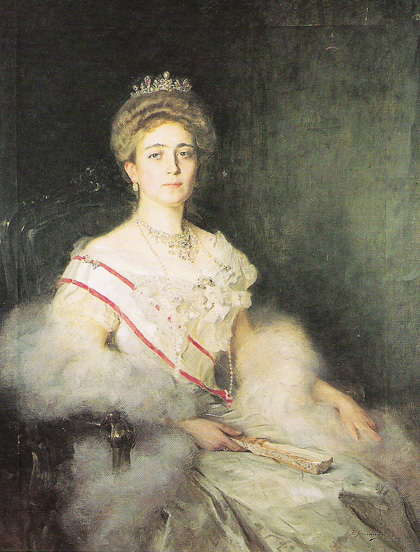
Ritratto di Jutta di Meclemburgo-Strelitz, principessa ereditaria del Montenegro nel Museo nazionale del Montenegro, Cettigne

Durante la prima guerra mondiale, il Regno di Montenegro combatté contro le potenze centrali, tra cui la nazione di nascita di Jutta, l'impero tedesco. Questi legami non le risparmiarono il fatto di costituire un bersaglio: la villa ad Antivari in cui soggiornava venne infatti bombardata dall'aviazione austriaca. Al termine della guerra la famiglia reale costituì un governo in esilio dopo che il Montenegro venne annesso al neonato Regno dei Serbi, Croati e Sloveni; il suocero, re Nicola I, morì il 1º marzo 1921, così suo marito gli succedette quale re titolare del Montenegro; detenne la carica per una sola settimana prima di abdicare in favore del nipote Michele.

### Esilio e morte

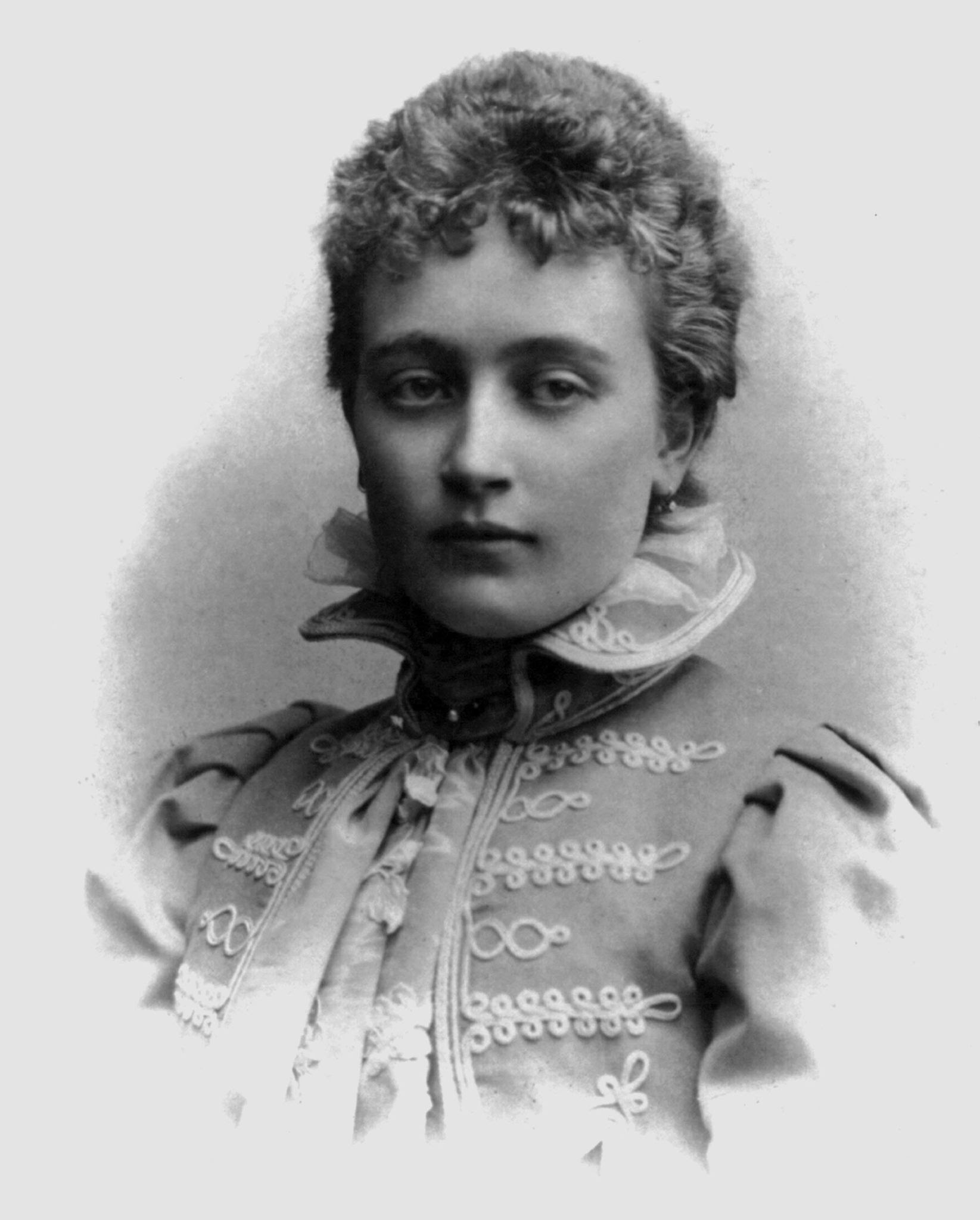
Militza del Montenegro in una fotografia d'epoca

Jutta trascorse il resto della sua vita in esilio; lei e il marito vissero in Francia, dove Danilo morì nel 1939. Jutta morì a Roma dove regnava il cognato Vittorio Emanuele III.

## Ascendenza
|                                            |                              |                                    | Genitori                          |  |  | Nonni |  |  | Bisnonni                        |  |  | Trisnonni                        |  |
|                                            |                              |                                    |                                   |  |  |       |  |  | Giorgio di Meclemburgo-Strelitz |  |  | Carlo II di Meclemburgo-Strelitz |  |
|                                            |                              |                                    |                                   |  |  |       |  |  | Giorgio di Meclemburgo-Strelitz |  |  | Carlo II di Meclemburgo-Strelitz |  |
|                                            |                              | Federica d'Assia-Darmstadt         |                                   |  |  |       |  |  | Giorgio di Meclemburgo-Strelitz |  |  |                                  |  |
| Federico Guglielmo di Meclemburgo-Strelitz |                              |                                    |                                   |  |  |       |  |  | Giorgio di Meclemburgo-Strelitz |  |  |                                  |  |
|                                            |                              | Maria di Assia-Kassel              | Federico d'Assia-Kassel           |  |  |       |  |  |                                 |  |  |                                  |  |
|                                            |                              | Maria di Assia-Kassel              | Federico d'Assia-Kassel           |  |  |       |  |  |                                 |  |  |                                  |  |
|                                            |                              | Maria di Assia-Kassel              | Carolina di Nassau-Usingen        |  |  |       |  |  |                                 |  |  |                                  |  |
| Adolfo Federico V di Meclemburgo-Strelitz  |                              | Maria di Assia-Kassel              |                                   |  |  |       |  |  |                                 |  |  |                                  |  |
|                                            |                              | Principe Adolfo, Duca di Cambridge | Giorgio III del Regno Unito       |  |  |       |  |  |                                 |  |  |                                  |  |
|                                            |                              | Principe Adolfo, Duca di Cambridge | Giorgio III del Regno Unito       |  |  |       |  |  |                                 |  |  |                                  |  |
|                                            |                              | Principe Adolfo, Duca di Cambridge | Carlotta di Meclemburgo-Strelitz  |  |  |       |  |  |                                 |  |  |                                  |  |
| Augusta di Cambridge                       |                              | Principe Adolfo, Duca di Cambridge |                                   |  |  |       |  |  |                                 |  |  |                                  |  |
|                                            |                              | Augusta di Assia-Kassel            | Federico d'Assia-Kassel           |  |  |       |  |  |                                 |  |  |                                  |  |
|                                            |                              | Augusta di Assia-Kassel            | Federico d'Assia-Kassel           |  |  |       |  |  |                                 |  |  |                                  |  |
|                                            |                              | Augusta di Assia-Kassel            | Carolina di Nassau-Usingen        |  |  |       |  |  |                                 |  |  |                                  |  |
| Jutta di Meclemburgo-Strelitz              |                              | Augusta di Assia-Kassel            |                                   |  |  |       |  |  |                                 |  |  |                                  |  |
|                                            | Leopoldo IV di Anhalt-Dessau | Federico di Anhalt-Dessau          |                                   |  |  |       |  |  |                                 |  |  |                                  |  |
|                                            | Leopoldo IV di Anhalt-Dessau | Federico di Anhalt-Dessau          |                                   |  |  |       |  |  |                                 |  |  |                                  |  |
|                                            | Leopoldo IV di Anhalt-Dessau | Amalia d'Assia-Homburg             |                                   |  |  |       |  |  |                                 |  |  |                                  |  |
| Federico I di Anhalt                       | Leopoldo IV di Anhalt-Dessau |                                    |                                   |  |  |       |  |  |                                 |  |  |                                  |  |
|                                            |                              | Federica di Prussia                | Luigi di Prussia                  |  |  |       |  |  |                                 |  |  |                                  |  |
|                                            |                              | Federica di Prussia                | Luigi di Prussia                  |  |  |       |  |  |                                 |  |  |                                  |  |
|                                            |                              | Federica di Prussia                | Federica di Meclemburgo-Strelitz  |  |  |       |  |  |                                 |  |  |                                  |  |
| Elisabetta di Anhalt                       |                              | Federica di Prussia                |                                   |  |  |       |  |  |                                 |  |  |                                  |  |
|                                            |                              | Edoardo di Sassonia-Altenburg      | Federico di Sassonia-Altenburg    |  |  |       |  |  |                                 |  |  |                                  |  |
|                                            |                              | Edoardo di Sassonia-Altenburg      | Federico di Sassonia-Altenburg    |  |  |       |  |  |                                 |  |  |                                  |  |
|                                            |                              | Edoardo di Sassonia-Altenburg      | Carlotta di Meclemburgo-Strelitz  |  |  |       |  |  |                                 |  |  |                                  |  |
| Antonietta di Sassonia-Altenburg           |                              | Edoardo di Sassonia-Altenburg      |                                   |  |  |       |  |  |                                 |  |  |                                  |  |
|                                            |                              | Amalia di Hohenzollern-Sigmaringen | Carlo di Hohenzollern-Sigmaringen |  |  |       |  |  |                                 |  |  |                                  |  |
|                                            |                              | Amalia di Hohenzollern-Sigmaringen | Carlo di Hohenzollern-Sigmaringen |  |  |       |  |  |                                 |  |  |                                  |  |
|                                            |                              | Amalia di Hohenzollern-Sigmaringen | Maria Antonietta Murat            |  |  |       |  |  |                                 |  |  |                                  |  |
|                                            |                              | Amalia di Hohenzollern-Sigmaringen |                                   |  |  |       |  |  |                                 |  |  |                                  |  |